# Geraldine Fenton
Geraldine Fenton (...) è un'ex danzatrice su ghiaccio canadese. Insieme a William McLachlan ha vinto due medaglie d’argento e una di bronzo al Campionato mondiale e due medaglie d’oro al North American Champioship. Nel 1955 Fenton ha partecipato al Campionato canadese insieme a Gordon Crossland. La coppia si è classificata al secondo posto.

## Risultati
(con McLachlan)
| Evento                       | 1954 | 1955 | 1956 | 1957 | 1958 | 1959 |
| ---------------------------- | ---- | ---- | ---- | ---- | ---- | ---- |
| Campionati mondiali          |      |      | 2°   |      | 2°   | 3°   |
| North American Championships |      |      |      | 1°   |      | 1°   |
| Campionati canadesi          | 2°   |      | 2°   | 1°   | 1°   | 1°   |